# Mediterrane Acacia-Argania droge boslanden en succulent struikgewas
De mediterrane Acacia-Argania droge boslanden en succulent struikgewas (Engels: Mediterranean Acacia-Argania dry woodlands and succulent thickets) vormt een ecoregio in het noordwestelijk deel van Noord-Afrika. De ecoregio bestaat uit mediterrane boslanden en struwelen en bevindt zich in Marokko, Algerije, de Westelijke Sahara en de bij Spanje behorende oostelijke Canarische Eilanden. De totale oppervlakte van de ecoregio is 100.500 vierkante kilometer.

## Ligging
De ecoregio is gelegen in Marokko, het noordwestelijk deel van de Westelijke Sahara en de oostelijke Canarische Eilanden. Het gaat om de eilanden Lanzarote, Fuerteventura en bijbehorende eilandjes zoals bijvoorbeeld La Graciosa. Deze eilanden zijn lager gelegen en van grotere ouderdom dan de rest van de Canarische eilanden. De eilanden zijn van vulkanische oorsprong, maar geen van deze twee eilanden is nog steeds actief. Verder is het landschap minder ruig dan de andere eilanden binnen de archipel en het hoogste punt bereikt slechts 807 meter. 
Op het Afrikaanse vasteland omvat het de Atlantische kustvlakte, de laaglanden van de provincie Al Haouz, de valleien van de rivier de Sous en de Draa en het meest westelijke deel van de Hoge Atlas en  het Anti-Atlasgebergte. De ecoregio strekt zich uit tot in de noordelijke Sahara in Algerije, in de buurt van de plaats Tindouf. Op het vasteland is de ecoregio tamelijk vlak en ligt onder de 800 meter hoogte. De hoger liggende hoogte naar het Atlasgebergte in het oosten markeert de grens van deze ecoregio met die van het Noord-Afrikaans mediterraans bos. De rotsen op het vasteland zijn afwisselend en omvatten kalk- en zandafzettingen uit het Krijt tot het Tertiair. De bodems in deze ecoregio zijn relatief arm.
In het noorden wordt deze ecoregio begrensd door het Noord-Afrikaans mediterraans bos, in het oosten door de steppe en boslanden van de Noord-Sahara, in het zuiden door de Atlantische kustwoestijn en in het westen door de Atlantische Oceaan. 

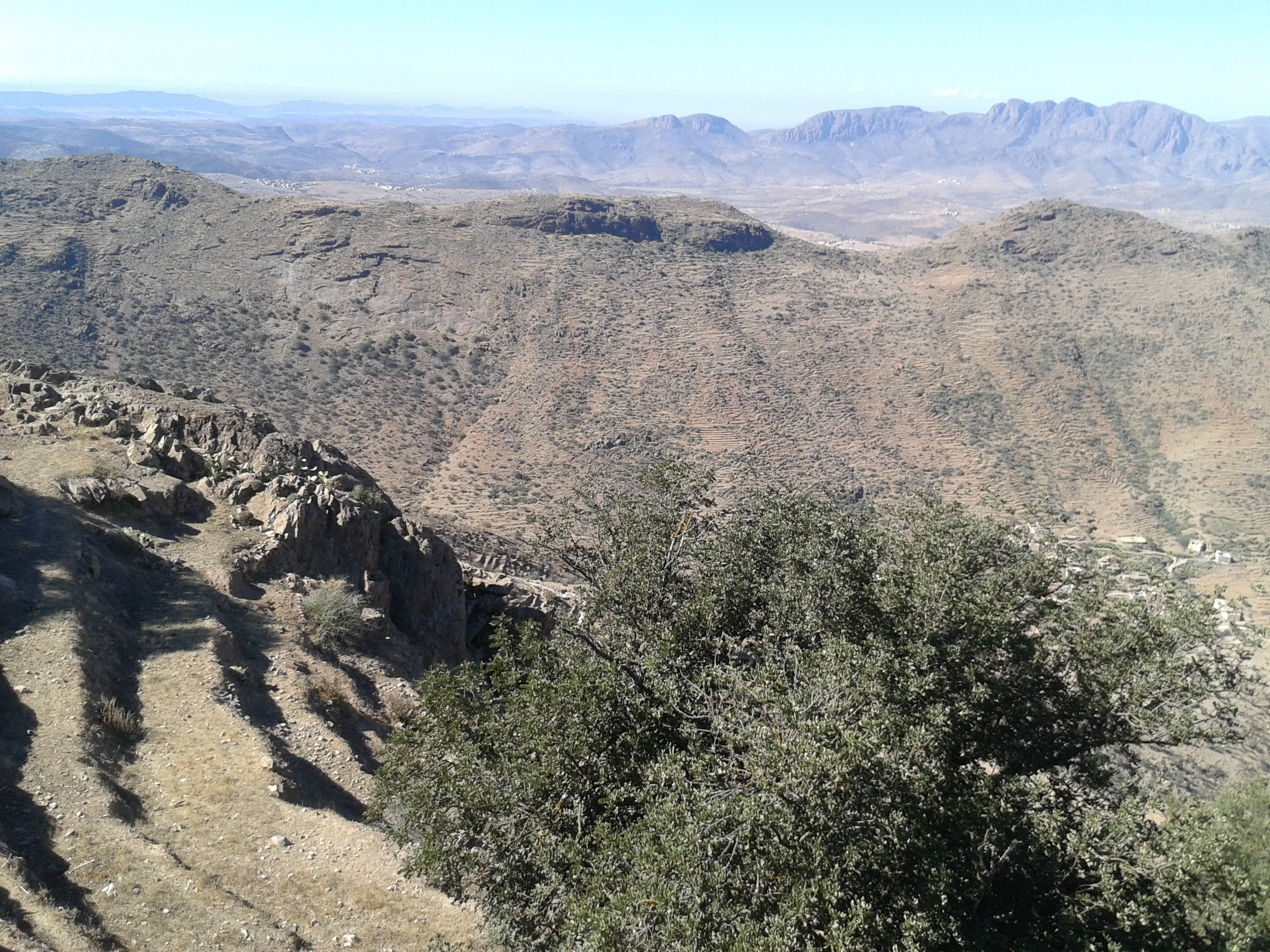
Vallei van de Sous

### Klimaat
Binnen de ecoregio heerst een mediterraan klimaat, een steppeklimaat of zelfs een woestijnklimaat in de meest droge delen. De gemiddelde jaarlijkse regenval is minder dan 500 mm. In de droogste gebieden van de ecoregio valt slechts 50 mm. De winters zijn mild en vorstvrij en de zomers relatief koel door de matigende invloed van de Atlantische Oceaan, vooral op de Canarische eilanden. De gemiddelde temperatuur is 18 tot 20 °C. Verder landinwaarts in het heter en kunnen er nabij de Sahara temperaturen van 50 °C bereikt worden.

## Flora
De soortenrijkdom wordt gekenmerkt door een mix van palearctische en afrotropische soorten. Ook zijn er endemische soorten, waarvan de meesten worden aangetroffen op de oude en laaggelegen Canarische Eilanden Lanzarote en Fuerteventura. 
De belangrijkste vegetatietypen in de ecoregio zijn bossen die gedomineerd worden door de arganboom (Argania spinosa) en vergezeld van acacia's en een overheersende lagere vegetatie van succulente struwelen, dat wordt gedomineerd door wolfsmelksoorten (Euphorbia). 
Deze Argania spinoa-bossen beslaan een oppervlakte van ongeveer 6500 vierkante kilometer in het zuidwesten van Marokko. De belangrijkste plantensoorten in deze bossen zijn Periploca laevigata, Senecio anteuphorbium, Launaea arborescens, Warionia saharae, Acacia gummifera, Rhus tripartitum, Withania frutescens, Euphorbia officinarum, Cytisus albidus, Ephedra altissima en Tetraclinis articulata. De grenzen van de ecoregio komen overeen met waar de Argania spinosa-bossen ophouden. Acacia gummifera is struikvormig en een veel voorkomende metgezel van de arganboom. Andere acacia's zoals Acacia raddiana en Acacia ehrenbengiana komen meer voor in de centrale delen van de ecoregio. In het oostelijk deel van de ecoregio groeien gewoonlijk ook de boomsoorten Balanites aegyptiaca en Maerua crassifolia. In Algerije groeien Argania spinosa-bossen in tijdelijke rivierbeddingen, met daarbij een flora van Launaea arborescens, Senecio anthephorbium, Waronia saharae, Euphorbia balsamifera en Acacia gummifera.
Verder landinwaarts gaan de gebieden met Argania-spinosa-bossen meer over in een begroeiing die bestaat uit succulente Euphorbia-soorten Drie succulente en twee boomachtige Euphorbia-soorten komen voor in de zuidwestelijke hoek van Marokko, en met uitzondering van Euphorbia resinifera, hebben ze de meest buitengewone grootte dicht bij de zee, waar het vaak mistig is en de zomertemperaturen worden getemperd.
Op de Canarische Eilanden is de flora diverser en omvat meer endemische soorten dan het deel van de ecoregio op het vasteland. In Nationaal park Timanfaya op Lanzarote komen de endemische plantensoorten Echium pitardii, Odontospermum intermedium en Polycarpea robusta voor, die groeien op een met lava bedekt terrein. Op kustduinen van zowel Lanzarote als Fuerteventura komen lokale inheemse soorten voor als Androcymbium psammophilum en de soorten Limonium tuberculatum en Traganum moquinii, die ook in Noord-Afrika voorkomen. Op Fuerteventura komt de cactusachtige soort Euphorbia handiensis voor. Onlangs is op het Afrikaanse vasteland een nieuwe ondersoort van de op de Canarische Eilanden voorkomende drakenbloedboom ontdekt, Dracaena draco subsp. ajgal. Deze komt voor in een zeer klein gebied van de westelijke Anti-Atlas.

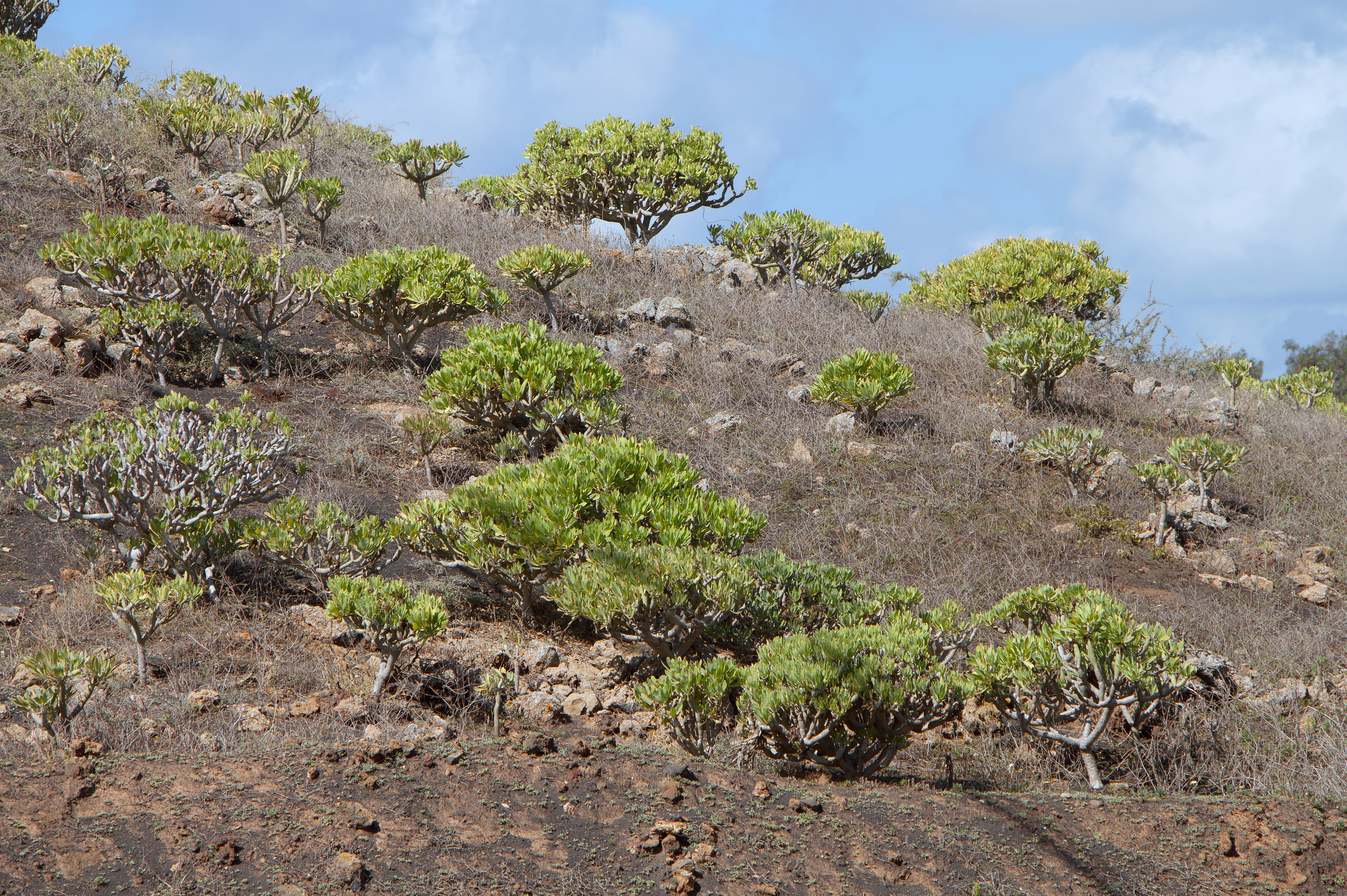
Euphorbia balsamifera
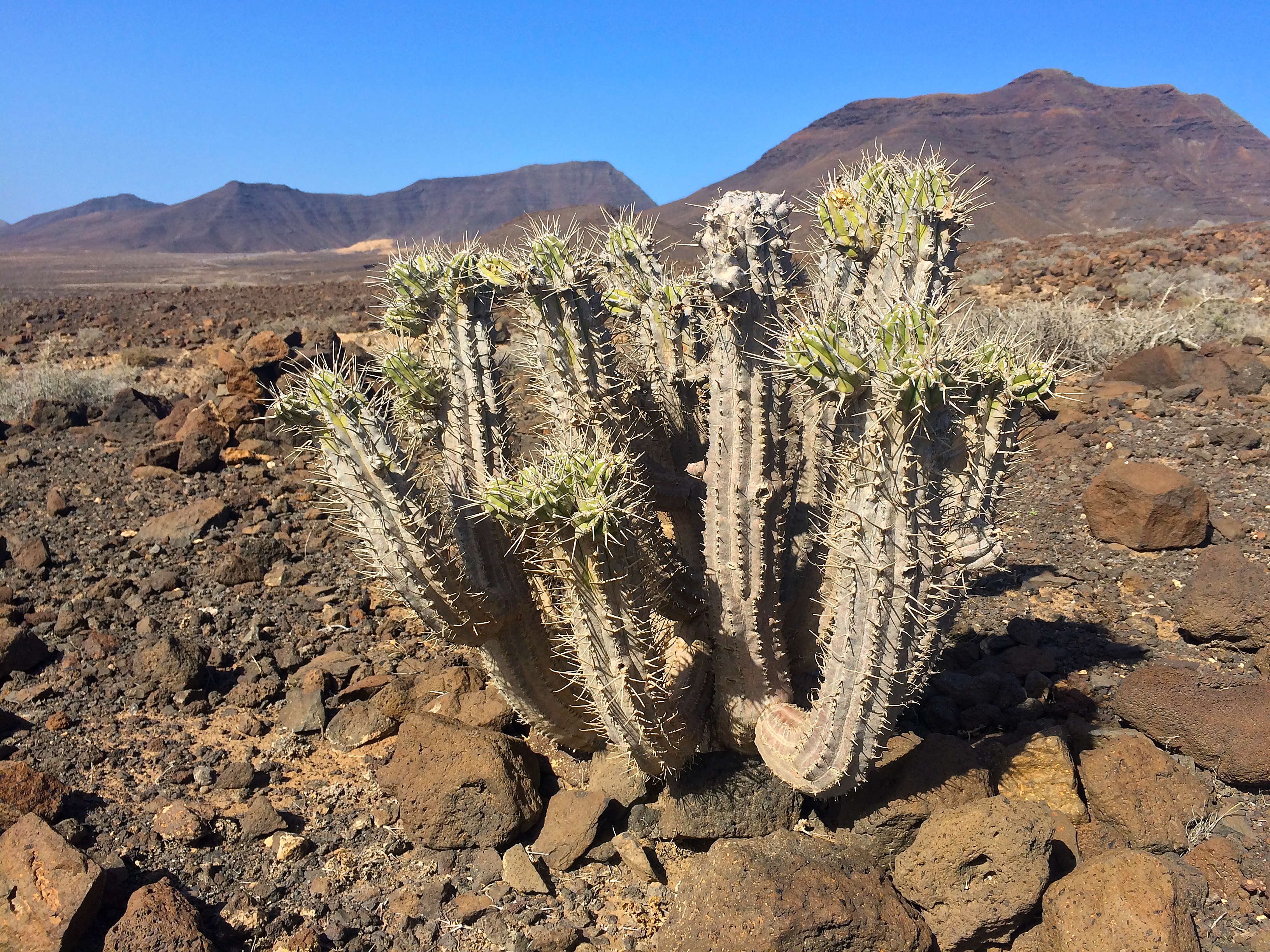
Euphorbia handiensis
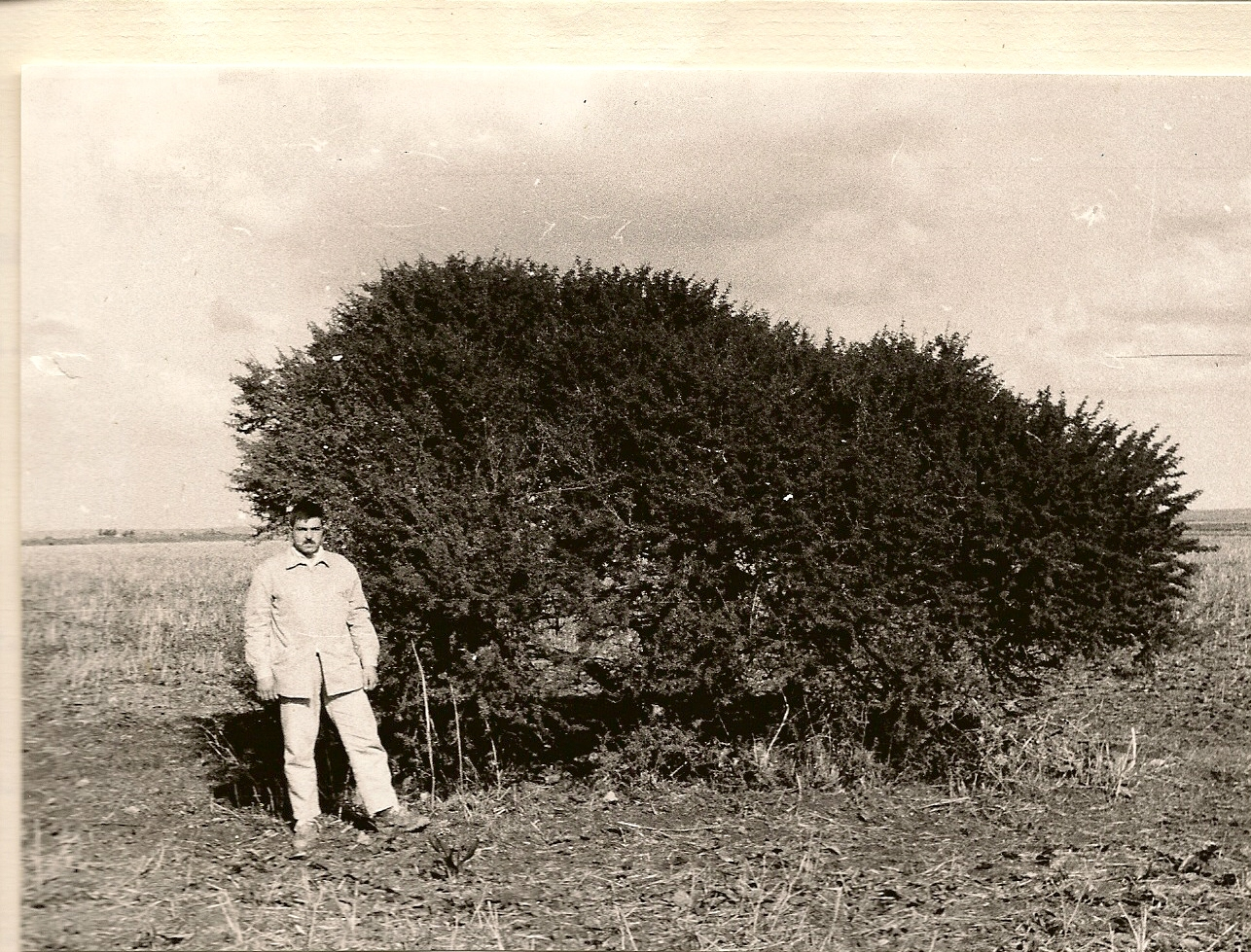
Acacia gummifera
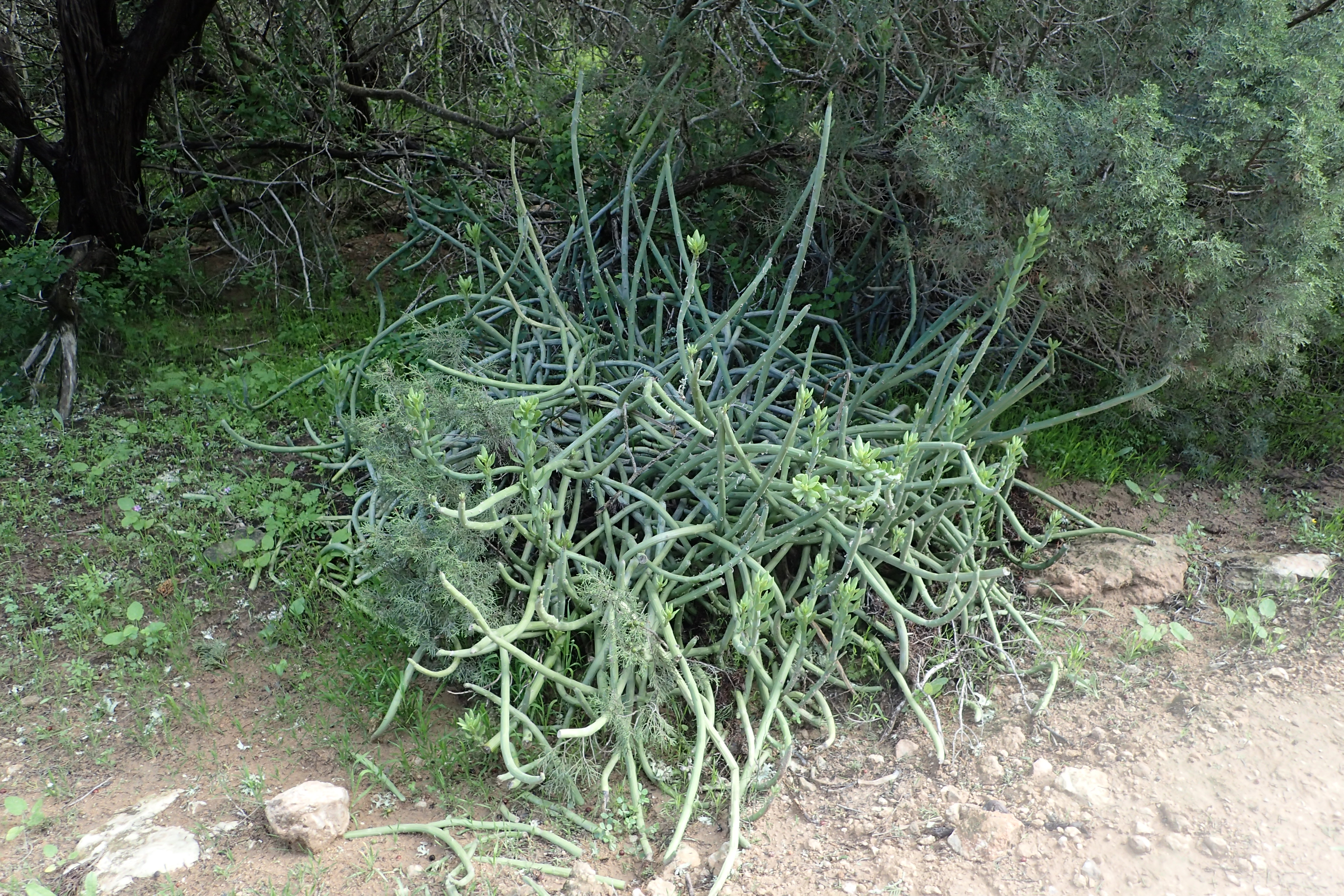
Senecio anteuphorbium
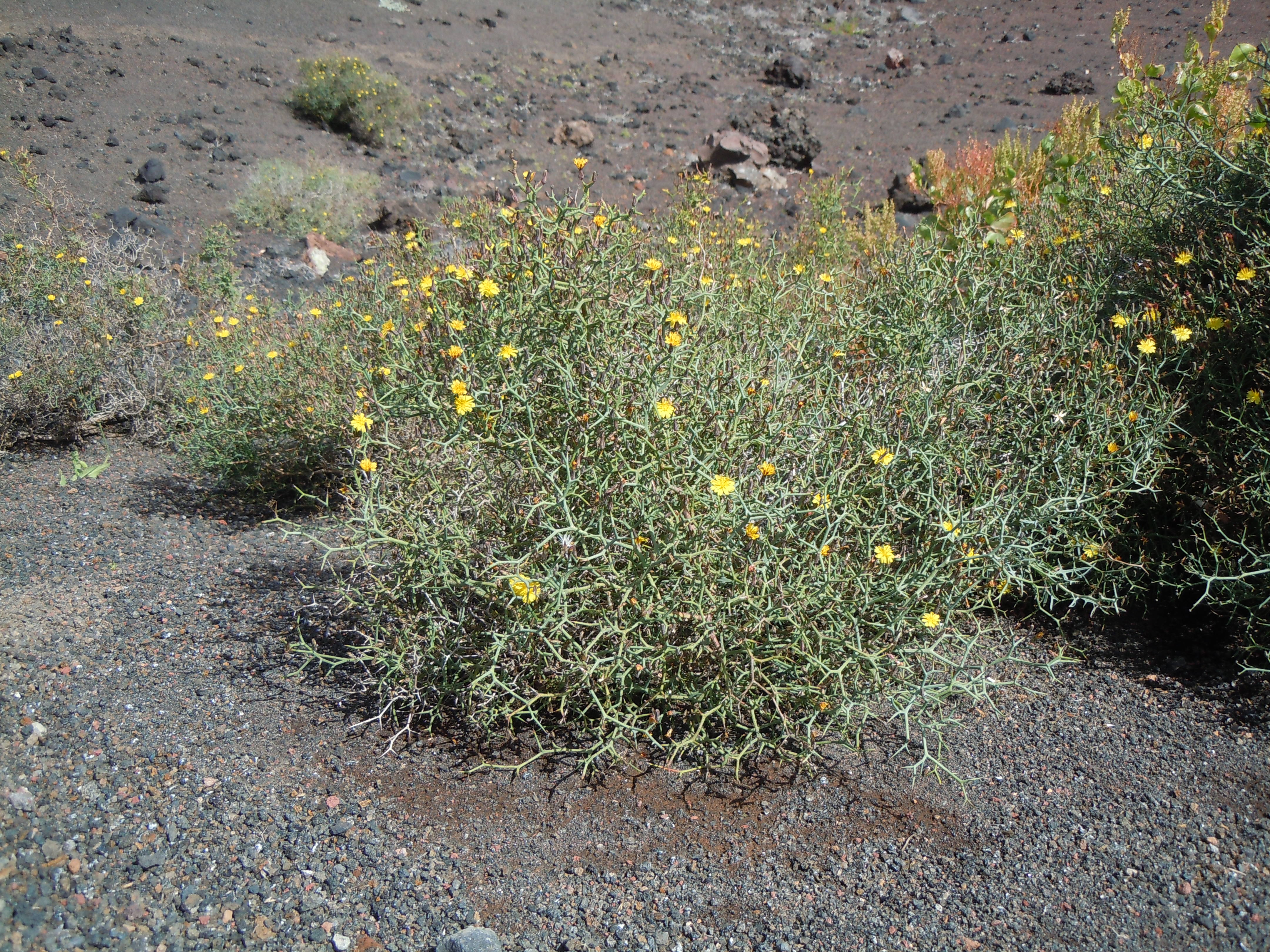
Launaea arborescens
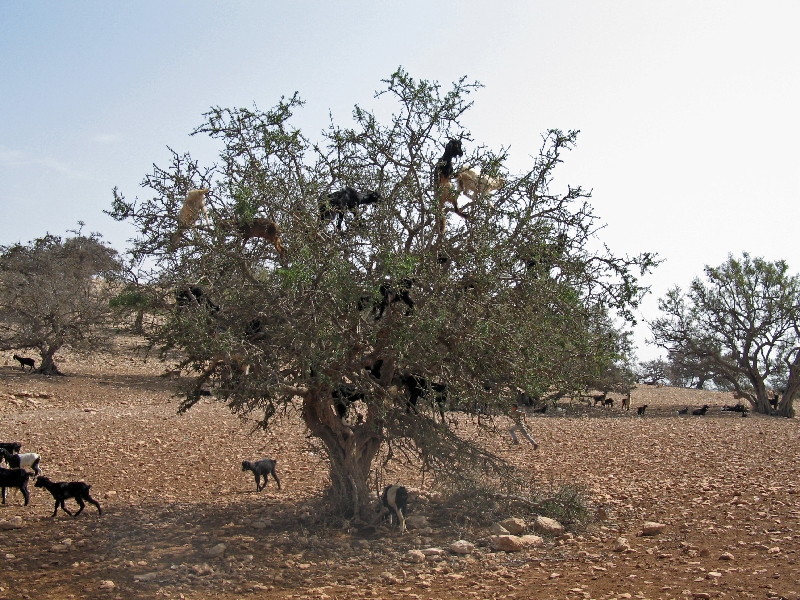
Argania spinosa

## Fauna
De Canarische spitsmuis is het enige endemische zoogdier binnen deze ecoregio. Op het Afrikaanse vasteland in deze ecoregio komen een aantal zoogdieren voor. Het gaat om de honingdas, Europese wilde kat, Egyptische ichneumon, Barbarijse grondeekhoorn, Noord-Afrikaanse olifantspitsmuis, Hoogstraals renmuis, zebragrasmuis en het wild zwijn. Andere meer zeldzame zoogdieren zijn de roofzuchtige caracal en de Afrikaanse wilde kat. Twee gazellesoorten, de dorcasgazelle en de edmigazelle en het manenschaap worden met uitsterven bedreigd. Ook de otter is er waargenomen, die er uiterst zeldzaam is. Een voorkomende subtropische zoogdiersoort is de Afrikaanse grondeekhoorn.
Op de oostelijke Canarische eilanden komen ook twee endemische reptielsoorten voor, de gekko Tarentola angustimentalis en de hagedis Gallotia atlantica. Op het Afrikaanse vasteland komt de subtropische eieretende slang voor.
Van de vogels wordt een endemische soort aangetroffen, de Canarische roodborsttapuit. Ook zijn endemische ondersoorten van vogels op de oostelijke Canarische Eilanden, zoals de torenvalk Falco tinnunculus dacotiae, de kraagtrap Chlamydotis undulata fuertaventurae, de kerkuil Tyto alba gracilirostris, de griel Burhinus oedicnemus insularum en de renvogel Cursorius cursor bannermani. Sommige (onder)soorten komen ook voor in een aangrenzende ecoregio, de droge boslanden en bossen van de Canarische eilanden, zoals de Madeiragierzwaluw en de Berthelots pieper, evenals de ondersoorten van de buizerd Buteo buteo insularum, de brilgrasmus Sylvia conspicillata orbitalis, de klapekster Lanius excubitor koenigi, de kleine kortteenleeuwerik Calandrella rufescens polatzeki en de kneu Acanthis canabina harteri). Op het vasteland van Afrika komt in het Nationaal Park Souss-Massa een broedpopulatie voor van heremietibissen, een bijna endemische vogelsoort. In de Marokkaanse provincie Essaouira komt de subtropische donkere zanghavik voor.
Van de ongewervelden is een ondersoort van het gestreept marmerwitje (Euchloe belemia hesperidum) op het eiland Fuerteventura bekend. Op het Afrikaanse vasteland komen vlindersoorten voor zoals de Spaanse pijpbloemvlinder, vals oranjetipje, groot kustdikkopje en de soort Tarucus rosacea.

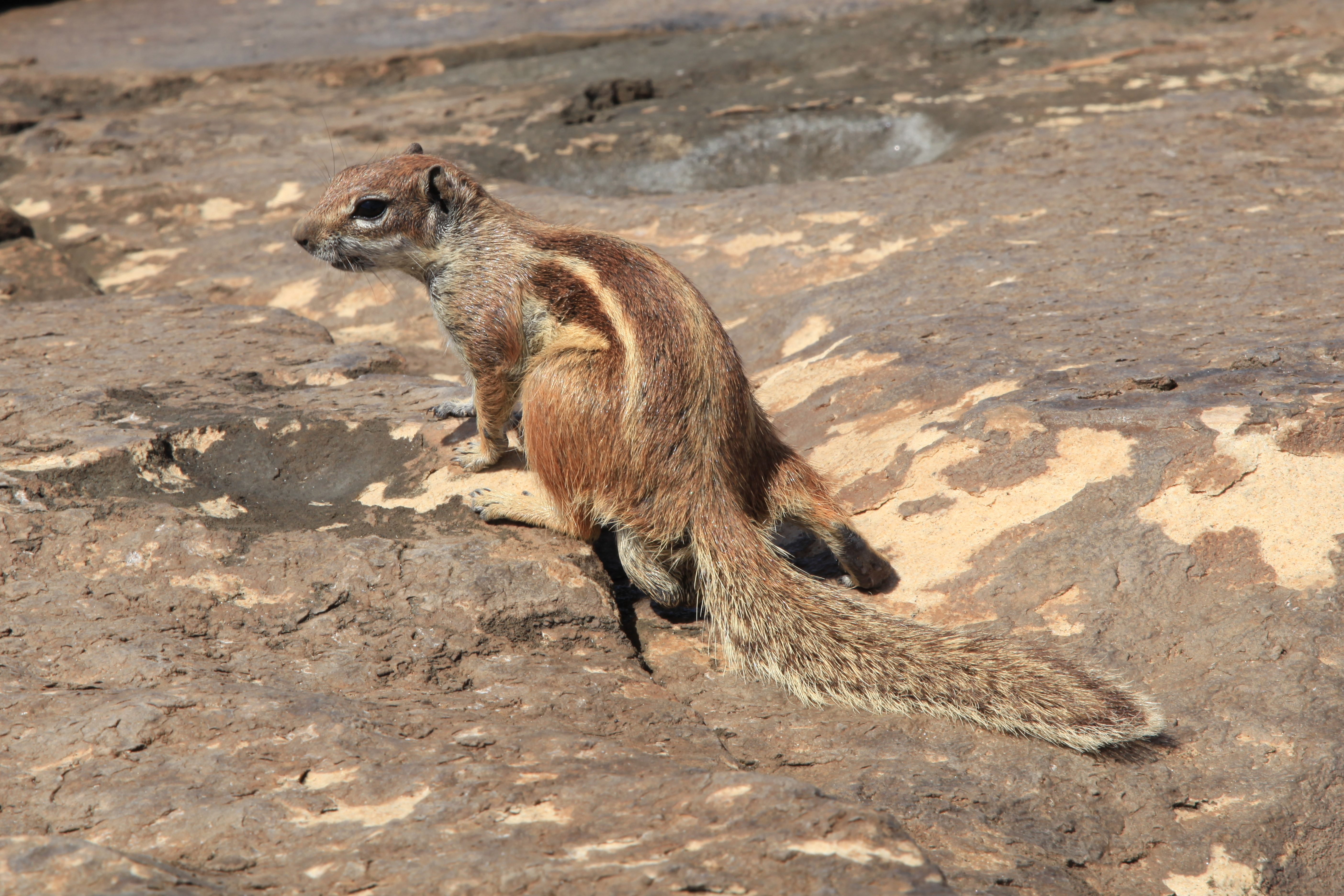
Barbarijse grondeekhoorn
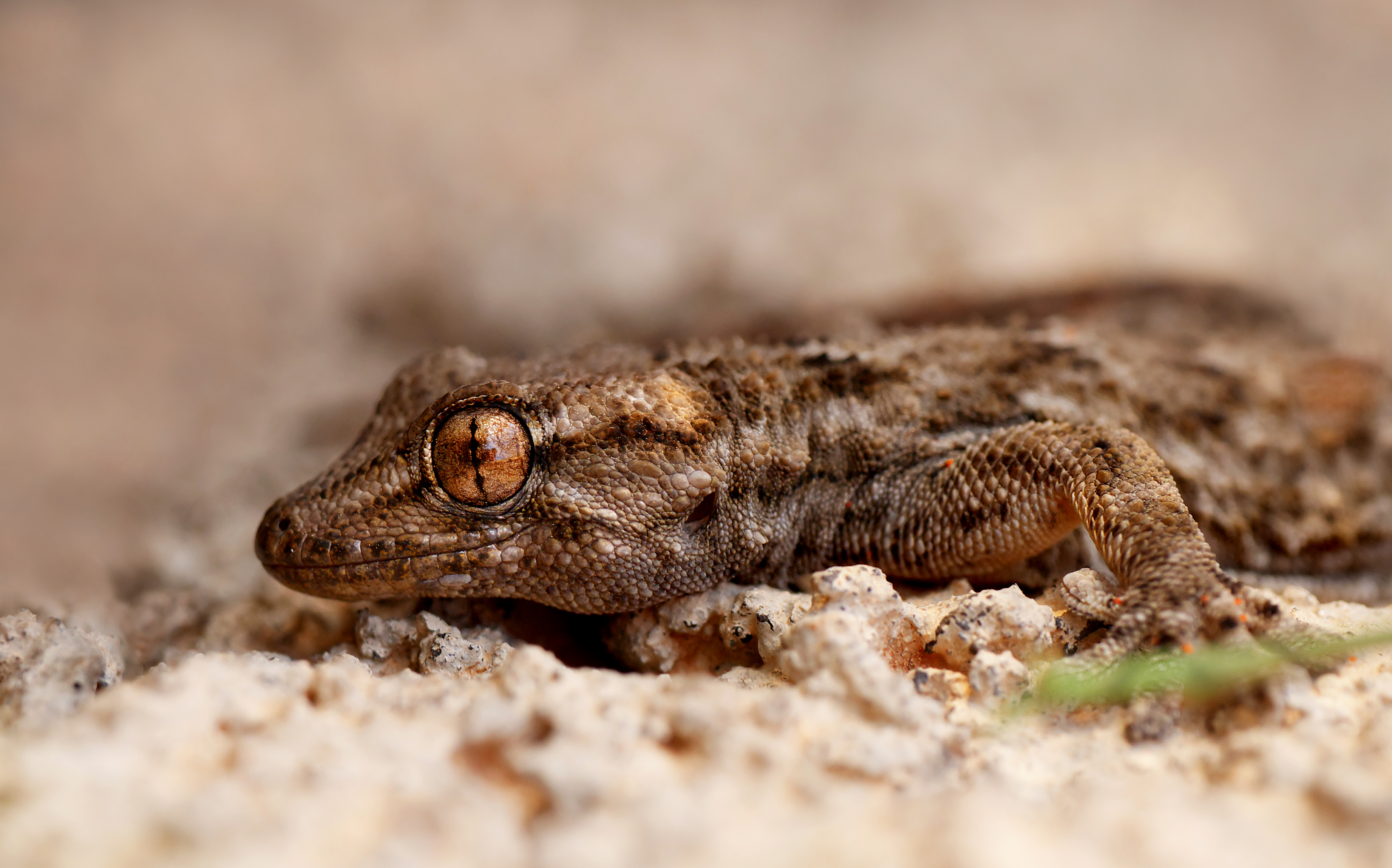
Tarentola angustimentalis
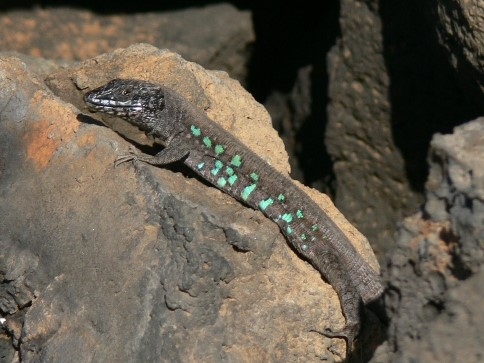
Gallotia atlantica
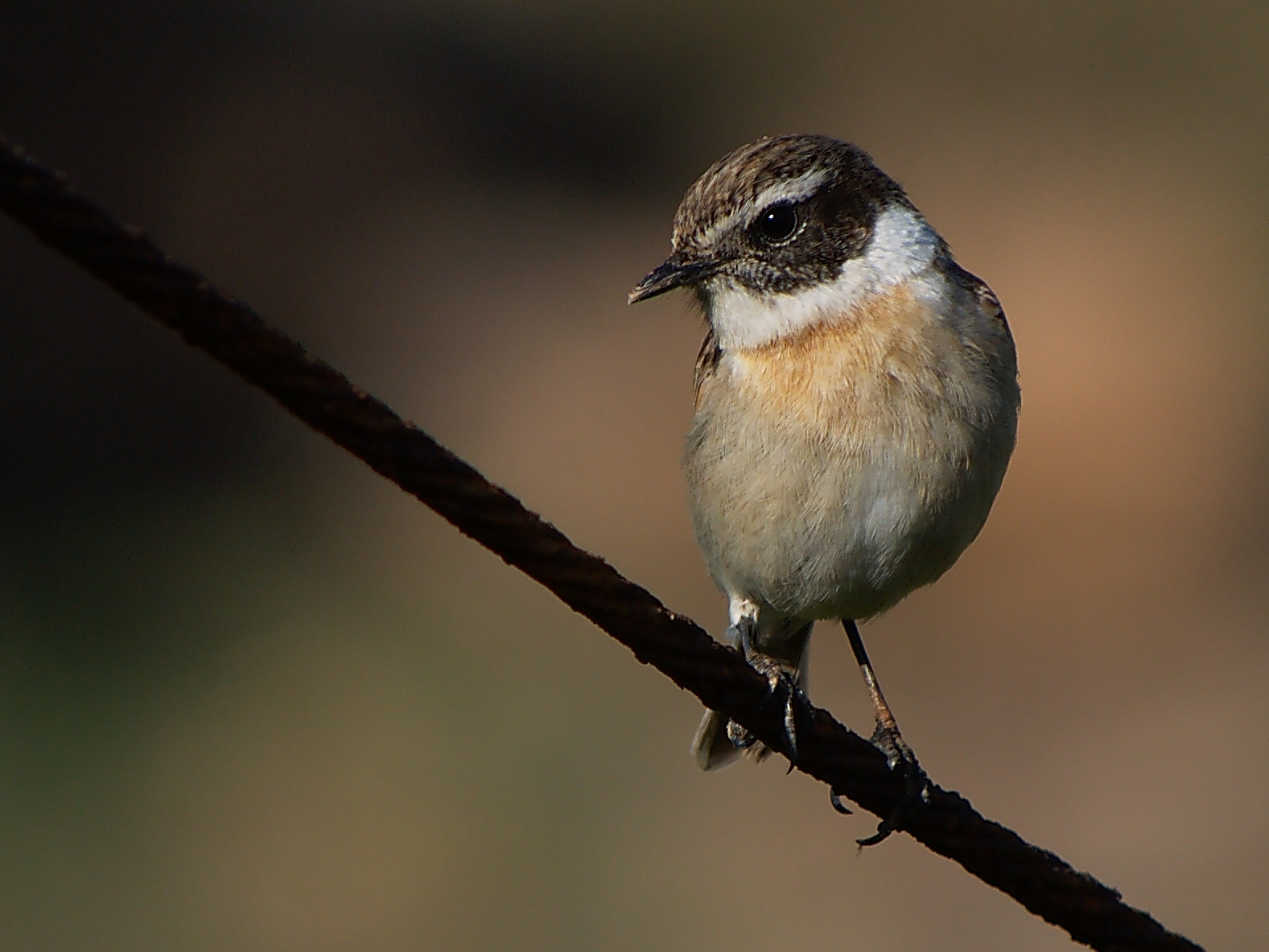
Canarische roodborsttapuit
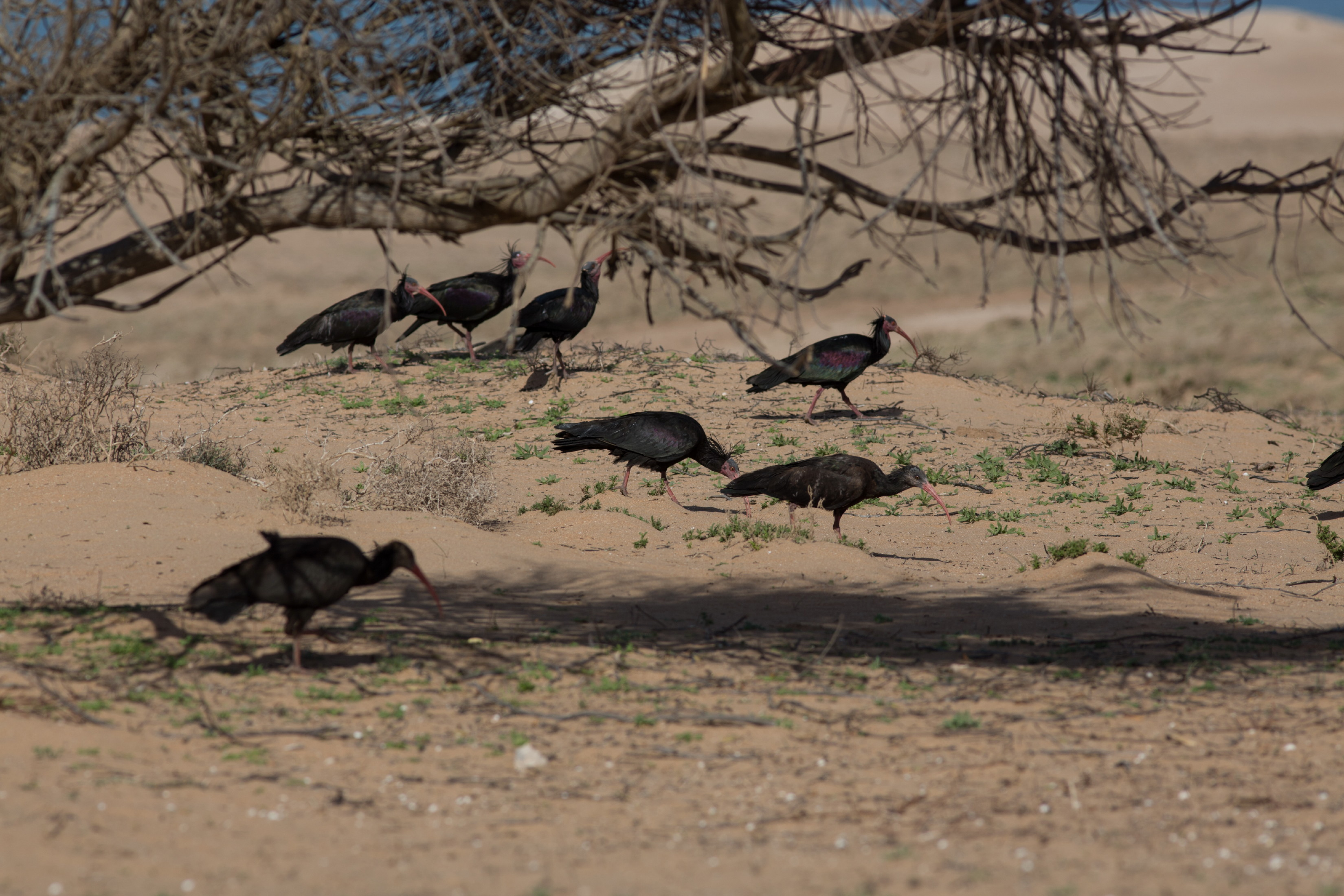
Heremietibissen
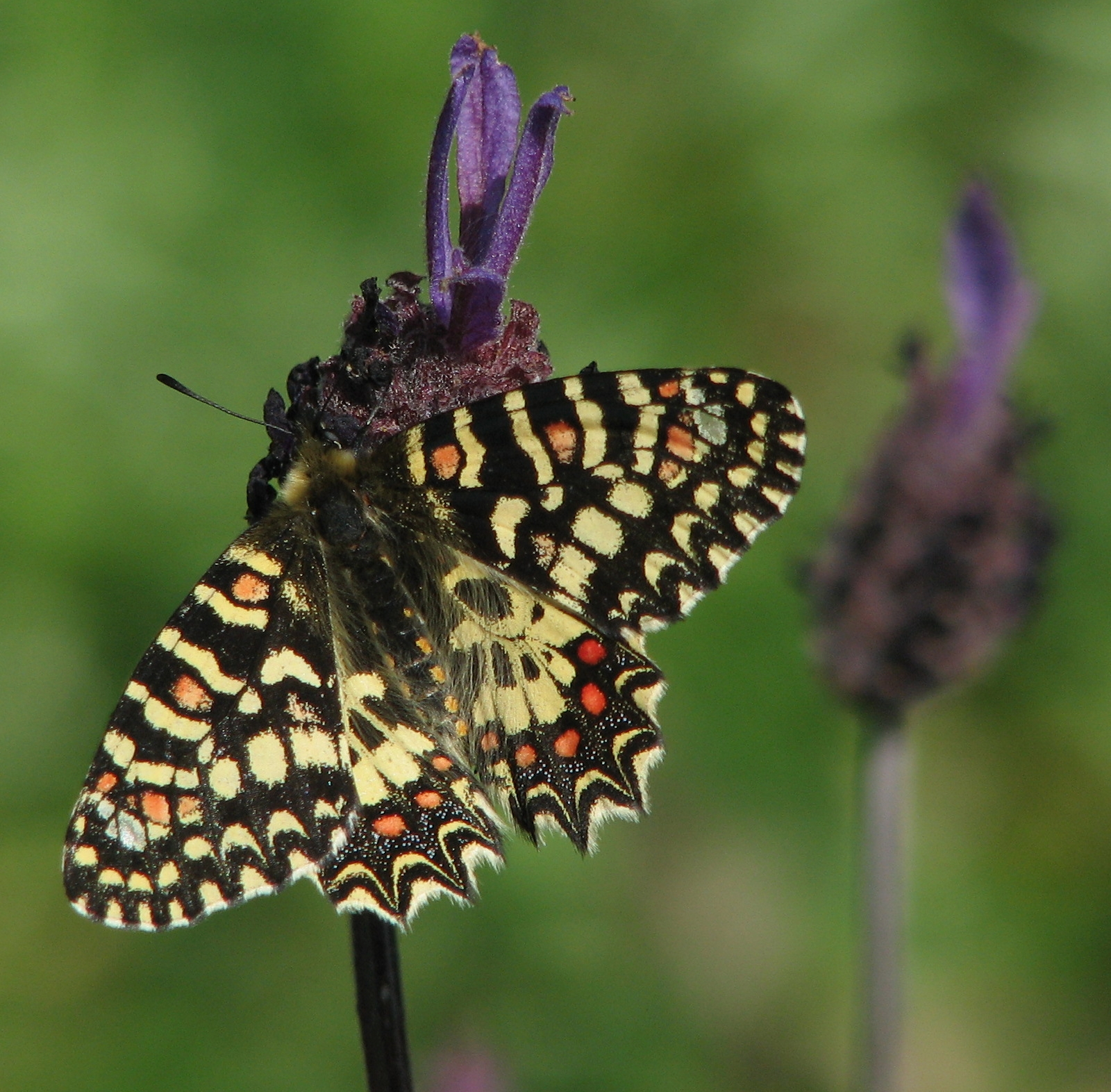
Spaanse pijpbloemvlinder
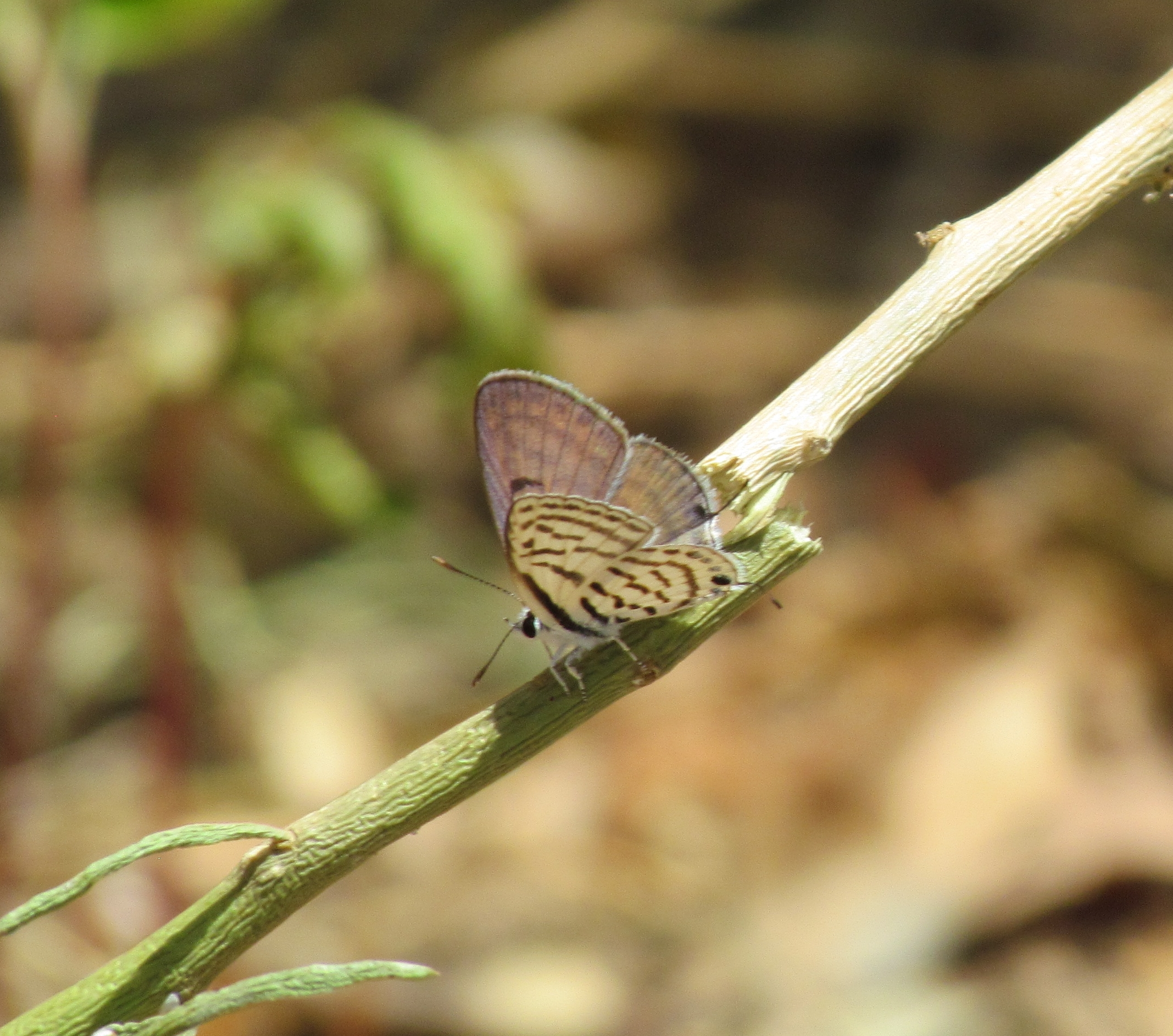
Tarucus rosacea